# Route nationale 11 (Rwanda)
Pour les articles homonymes, voir Route nationale 11.
La route nationale 11 (NR11) est une route du Rwanda.
La route forme une route nord-sud dans l'ouest du pays, en grande partie le long du lac Kivu.
La route va de Pfunda à la frontière avec le Rwanda jusqu'à Bugarama, mais a également deux branches à la frontière avec la République Démocratique du Congo, ce qui en fait une liaison internationale importante du Rwanda au sud-ouest.
Au Burundi, là RN11 est prolongée par la  N15 qui mène à Bujumbura. La route est goudronnée sur toute sa longueur.
La RN11 est longue de 270 kilomètres, ce qui en fait la route numérotée la plus longue du Rwanda.

## Tracé
- Pfunda
- Rubengera
- Rugabano
- Murabu
- Kibuye
- Gisyita
- Ntendez
- Cyangugu
- Bugarama